# Casteljaloux
 Casteljaloux  es una población y comuna francesa, en la región de Aquitania, departamento de Lot y Garona, en el distrito de Nérac. Es el chef-lieu y mayor población del cantón de Casteljaloux.

## Demografía
| 5031 | 5406 | 5343 | 5229 | 5048 | 4755 |
| Para los censos de 1962 a 1999 la población legal corresponde a la población sin duplicidades (Fuente: INSEE [Consultar]) |      |      |      |      |      |